# Llengües caddo
Les llengües caddo són una família lingüística de les llengües ameríndies. Es parlaven al llarg de les Grans Planures, al centre dels Estats Units, des de Dakota del Nord a Oklahoma. Està relacionada amb les llengües siouan i les llengües muskogi, raó per la qual Edward Sapir les aplegà totes el grup hoka-sioux. Charles Voegelin, però, les englobà en l'anomenat grup Macro-Sioux.
Possiblement aquestes llengües es van parlar originalment en les Grans Planes, des de Dakota del Sud cap al sud fins al nord-est de Texas i cap a l'est cap a les terres boscoses d'Arkansas i Louisiana. Més cap al nord estaven els arikara, que es van moure cap al nord després del contacte amb l'assentament de la Reserva índia de Fort Berthold, en Dakota del Nord. Els arikara eren un brot dels pawnee, els qui van viure originalment a la zona de Nebraska però que es reassentaren a Pawnee (Oklahoma). A la zona que ara és Kansas i part d'Oklahoma van viure, els wichita els qui ara estan prop d'Anadarko, Oklahoma. Més al sud estaven els kitsai, els qui es van assentar amb els wichita a Oklahoma al segle xix. Les zones de Louisiana-Arkansas i l'est de Texas estaven habitades pels caddo que ara viuen a la regió d'Anadarko.

## Divisió lingüística
- Caddo del nord (també pawnee).
  - Kitsai (també kichai). Tant la tribu com la llengua són extints.
  - Wichita (dialectes: Wichita, waco, towakoni). Segons el cens dels EUA del 2000 hi ha 1.936 individus, però només 10 parlants de la llengua, a Oklahoma.
- Proto-Pawnee
  - Arikara (també Ree). Segons el cens dels EUA del 2000, hi ha 1.316 individus, però només 90 parlen la llengua, a Dakota del Nord.
  - pawnee (dialectes: South Bend, Skiri o també skidi o Wolf Band). Segons el cens dels EUA del 2000 hi ha 4.540 individus, però la llengua només té 4 parlants, a Oklahoma.
- Caddo del Sud
  - Caddo (dialectes: kadohadacho, hasinai, natchitoches, yatasi). Segons el cens dels EUA del 2000 hi ha 4.362 individus, però només 141 parlants de la seva llengua, a Oklahoma.

El kitsai actualment està extingit i els seus membres foren absorbits en el segle xix pels wichita. Totes les altres llengües caddo es troben severament amenaçades; el Caddo és parlat actualment per 141 persones, i l'arikara per 90, i el wichita per l'última anciana tribal, Doris McLemore. Caddo, wichita, i pawnee són parlats a Oklahoma per un petit nombre d'ancians tribals. L'arikara és parlat a la reserva índia de Fort Berthold a Dakota del Nord.
Els parlants d'alguna de les llengües eren abans més estesos; els caddos, per exemple, solia viure al nord-est de Texas, sud-oest d'Arkansas, i nord-oest de Louisiana, així com el sud-est d'Oklahoma. Els pawnee vivien antigament al llarg del riu Platte a l'actual Nebraska.

## Prehistòria del caddo
La glotocronologia és un mètode controvertit de la reconstrucció a ple detall de la història d'una llengua i les seves relacions. En el cas dels protocaddo sembla que es divideix en dues branques, septentrional i meridional, fa més de 3.000 anys. (La divisió de la llengua implica també una separació geogràfica o política). El caddo meridional evolucionà al nord-est de Texas i Oklahoma, Arkansas i Louisiana. No se li coneixen llengües filles, encara que alguns existien probablement als segles xvi i xvii, però no es van registrar.
El caddo septentrional evolucionà en diversos idiomes diferents. L'idioma que es va convertir en wichita (amb diversos dialectes diferents) es bifurcava fa uns 2.000 anys. El kitsai se separà del caddo septentrional fa uns 12 segles i pawnee i arikara es van separar fa de 300 a 500 anys.

## Relacions externes
L'adai, una llengua aïllada coneguda només per una llista de 275 paraules recollida el 1804, podria ser una llengua caddo. La documentació és massa escassa per determinar-ho amb certesa. Els adais vivien a Louisiana. La llengua dels ais, que vivien adjacents als caddo, era una llengua diferent, però probablement relacionada amb el caddo. Un altre poble no relacionat també anomenat ais vivia a Florida.
Alguns lingüistes creuen que les llengües caddo i les llengües iroqueses podrien estar connectades en una família macro-sioux, però el treball és suggeridor i la teoria segueix sent hipotètica. Intents similars per trobar una connexió amb les llengües algonquines no han estat concloents. No hi ha proves suficients per als lingüistes que proposen una família de llengües hipotètica Macro-Algonquina/Iroquesa.

## Descripció lingüística
Hi ha un treball un treball comparatiu raonable sobre les llengües caddo que ha permès reconstruir tant el sistema fonològic del proto-caddo com un cert nombre de característiques de la protollengua.

### Fonologia
S'ha reconstruït el següent inventari consonàntic pel proto-caddo:
|            | labial | apico- alveolar | palatal | velar | glotal |
| ---------- | ------ | --------------- | ------- | ----- | ------ |
| oclusiva   | *p     | *t              |         | *k    | *ʔ     |
| africada   |        | *ʦ              |         |       |        |
| fricativa  |        | *s              |         |       | *h     |
| aproximant | *w     | *ɾ              | *y      |       |        |
| nasal      |        | *n              |         |       |        |

El pawnee té essencialment el sistema anterior encara que en totes les posicions /*n, *ɾ, *y/ > /ɾ/, i en posició inicial l'arikara i el pawnee mostren algunes fusions de fonemrs. Per contra, l'arikara ha desenvolupat un nombre addicional d'africades i sibilants, així com algunes aproximants sordes. En wichita /*p/ ha desaparegut donant /w/ en posició inicial i /kʷ/ en posició mitjana. Curiosament el sistema consonàntic reconstruït pel proto-caddo sembla l'inventari fonològic del proto-iroquès (llevat perquè no apareix /*p/ sino /*kʷ/).
Quant a les vocals s'ha reconstruït un sistema de tres consonants /*i, *a, *u/.

### Comparació lèxica
La següent llista de cognats serveix de punt de comparació entre les llengües caddo:
| GLOSA     | Caddo septentrional (Nordcaddo) | Caddo septentrional (Nordcaddo) | Caddo septentrional (Nordcaddo) | Caddo septentrional (Nordcaddo) | Caddo meridional |
| GLOSA     | Pawnee                          | Arikara                         | Wichita                         | proto-NC                        | Caddo            |
| --------- | ------------------------------- | ------------------------------- | ------------------------------- | ------------------------------- | ---------------- |
| 'braç'    | pīruʔ                           | wīnuʔ                           | wīrʔa                           | *win-                           | mīsuh            |
| 'sang'    | pātuʔ                           | pātuʔ                           | wāckicʔa                        | *pat-                           | bāʔuh            |
| 'Os'      | kīsuʔ                           | čīsuʔ                           | kīsʔa                           | *kis-                           |                  |
| 'Ou'      | ripīkuʔ                         | nipīkuʔ                         | nikwīkʔa                        | *nipik-                         | nibih            |
| 'intestí' | rēcuʔ                           | nēsuʔ                           | niyācrēcuʔa                     | *riyac-                         | nahč'uh          |
| 'cama'    | kāsuʔ                           | kāxuʔ                           | kāsʔa                           | *kas-                           | k'āsuh           |
| 'fetge'   | karīkuʔ                         | karīkuʔ                         | karikʔa                         | *karik-                         | kank'uh          |
| 'mofeta'  | riwit                           | niwit                           | niwīc                           | *niwit                          | wihit            |
| 'sol'     | sakūruʔ                         | šakūnuʔ                         | sākhirʔa                        | *sak'uh                         |                  |
| 'fusta'   | rākuʔ 'caja'                    | hākuʔ 'caja'                    | hākʔa/ -yāk-                    | *yak-                           | yaʔk'uh          |